# Jakub Szlachetko
Jakub Szlachetko – polski fizyk, dr hab. nauk fizycznych, profesor uczelni Narodowego Centrum Promieniowania Synchrotronowego SOLARIS Uniwersytetu Jagiellońskiego.

## Życiorys
W 2003 ukończył studia fizyczne w Akademii Świętokrzyskiej im. Jana Kochanowskiego, 21 kwietnia 2016 habilitował się na podstawie pracy zatytułowanej Synchrotronowe metody spektroskopii rentgenowskiej w badaniach struktury elektronowej i dynamiki przemian materii. Został zatrudniony na stanowisku adiunkta w Instytucie Fizyki na Wydziale Matematycznym i Przyrodniczym Uniwersytetu Jana Kochanowskiego w Kielcach.
Był głównym specjalistą w Instytucie Chemii Fizycznej Polskiej Akademii Nauk, oraz profesorem w Instytucie Fizyki Jądrowej im. Henryka Niewodniczańskiego Polskiej Akademii Nauk.
Jest profesorem uczelni w Narodowym Centrum Promieniowania Synchrotronowego SOLARIS Uniwersytetu Jagiellońskiego i wiceprezesem Polskiego Towarzystwa Promieniowania Synchrotronowego.